# La Trinité-Porhoët
La Trinité-Porhoët település Franciaországban, Morbihan megyében. Lakosainak száma 667 fő (2022. január 1.). La Trinité-Porhoët Ménéac, Mohon, Forges de Lanouée és Plumieux községekkel határos.

## Népesség
A település népességének változása:
| Lakosok száma | 1070 | 1088 | 901  | 767  | 689  | 684  | 677  | 671  | 670  | 667  |
|               | 1968 | 1982 | 1990 | 2006 | 2013 | 2015 | 2017 | 2019 | 2020 | 2022 |